# ポール・ウエイ
ポール・ウエイ（魏保羅、Paul Wei, 1877年 - 1919年）は、中国（清朝）・河北省容城出身の宗教家。かつては衣類産業の裕福なビジネスマンだった。一時は中国のロンドン宣教会のメンバーだったが、セブンスデー・アドベンチスト教会の教義を研究した後に、その信者になった。
あるときポールは深刻な病気にかかったが、どの医者も彼を治す薬を処方することが出来なかった。しかし、Sheng-Min Xinというアポストリック・フェイス教会の長老が彼の上に手を置くと、彼の病気は奇跡のように治ったので、ポールはその教会のメンバーになった。ベルンツェン(Berntsen, アメリカのペンテコステ派の宣教師)の導きのもとで、ポールに洗足式が執り行われ、ポールは心から感動した。これらの出来事は後の彼の人生に強い影響を与えた。
ある日ポールが北京の教会で祈っていたときに、聖霊の洗礼を受け、それから異言を体験するようになった。1917年、聖霊によって彼は大きな川へ導かれた。突然、はっきりとしたよく響く声が、「あなたはうつむいて洗礼を受けるのです」と告げた。ポールはそれに応じ、そして魂が清められたと感じた。
ポールは主への奉仕に身を処すことを決心した。39日間の断食の後、聖霊は彼に新しく設立された教会を「更正萬國教會」ではなく「真耶穌教會」と名付けるようにと告げた。
ポールはさらに2年の間、説教に努めた。1919年に安らかに死を迎え、故郷に埋葬された。息子イサク・ウエイ（魏以撒）は、北部中国にて宣教師の仕事を続けた。